# Christian Leth-Espensen
Christian Leth Espensen (skrev sig Leth-Espensen) (21. november 1855 på Højlund ved Alken, Dover Sogn – 3. februar 1933 i Viby ved Aarhus) var en dansk gårdejer og politiker. 
Han var søn af gårdejer Espen Nielsen (1819-1880) og Mette Pedersen (1829-1898), var i tre vinter- og et sommerhalvår på Viby Højskole hos Lars Bjørnbak, hvilket på afgørende vis kom til at præge hans politiske perspektiv. Han var på Faurbogaard Agerbrugsskole 1876-77 og blev 1885 ejer af Vibygård ved Aarhus. 
Han var 1883-89 og 1904-07 medlem af Viby Sogneråd og stillede første gang op til Folketinget for Venstre i Vestervigkredsen ved valget i 1892. Her blev han ikke valgt, men allerede samme år fik han et mandat ved det suppleringsvalg i Odderkredsen, blev genvalgt ved valget i 1895, men faldt ved valget i 1898. Han stillede også forgæves op i kredsen ved valget i 1903.
I stedet blev Leth-Espensen valgt i Kjellerupkredsen ved valget i 1909, men røg allerede ud af tinget 1910. Leth-Espensen var repræsentant i Kreditforeningen af jydske Landejendomsbesiddere fra 1901 og medlem af Kommissionen af 1909 angående besparelser på Finansloven. 
Han blev første gang bemærket under "smørkrigen" 1887-88, hvor han stod side om side med Vilhelm Lassen (de er sammen gengivet i et xylografi fra 1888). Inden for Venstre tilhørte han indtil forliget med Højre i 1894 Det Forhandlende Venstre, var derefter som regel løsgænger og var 1909–10 i valggruppe med Det Radikale Venstre. Hans bjørnbakske holdning ledte ham til en ekstremt agrarisk position (pjecen Frem. Bondemand, frem! Hvad vil Agrarerne?, 1892), som endda gik videre end Bjørnbaks ideologi. Således var Leth-Espensen modstander af militærudgifter og værnepligt, forhøjelse af lærerlønninger og valgkredsomlægning og af grundlovsforslaget af 1912 (pjecen Bondetanker i Anledning af Grundlovskampen, 1913).
Leth-Espensen bidrog hyppigt til Aarhus Amtstidende, og var modstander af dagbladets afvigelse fra den bjørnbakske linje. Dette bragte ham i opposition til Niels Neergaard i de fem år, denne var bladets redaktør. Han var med samme Neergaards ord "en velbegavet Mand med en indtrængende, stærkt aggressiv Veltalenhed, energisk og initiativrig". 
Leth-Espensen blev gift 1. august 1879 i Hasle ved Aarhus med Johanne Marie Micholine Michelsen (Trige) (9. september 1858 på Haslegård i Hasle - 22. juli 1938 i Viby), datter af gårdejer og sognefoged Mikkel Jensen (Trige) (1815-1877) og Ingeborg Mikkelsdatter (1819-1903).
Han er begravet på Viby Kirkegård.